# Mayumi Tanaka

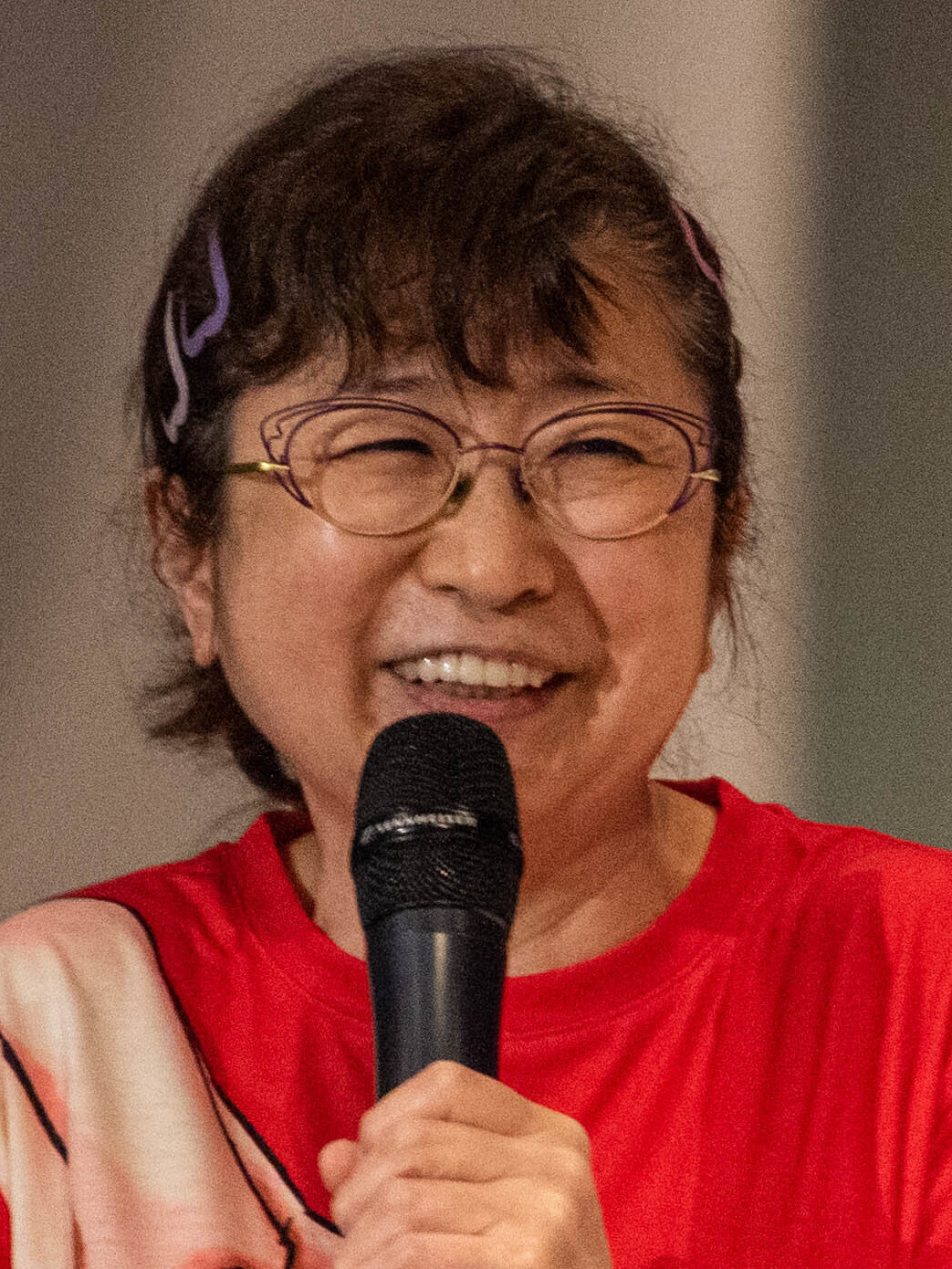
Mayumi Tanaka (2023)

Mayumi Tanaka (jap. 田中 真弓, Tanaka Mayumi; * 15. Januar 1955 in Tokyo, Japan als Mayumi Abe (阿部 真弓, Abe Mayumi)) ist eine japanische Seiyū, die derzeit unter Vertrag bei Aoni Production steht. Sie ist verheiratet und hat einen Sohn. Sie spricht häufig Jungenrollen.
Nach ihren ersten Rollen in den Serien Odysseus 31, Sakura Taisen und Urusei Yatsura ist sie heute vor allem durch ihre Sprechrollen in den Anime-Serien und dazugehörigen Videospielen der Serienuniversen von Dragon Ball und One Piece bekannt, in denen sie jeweils Hauptrollen spricht.
In der Synchronisation ausländischer Filme ist sie unter anderem in der japanischen Fassung des Films Terminator 2 – Tag der Abrechnung als John Connor zu hören.

## Synchronrollen (Auswahl)
Japanische Produktionen
- Dragon-Ball-Serienuniversum: Krillin und Yajirobi
- Ginga Tetsudō no Yoru: Giovanni
- Odysseus 31: Nono
- One Piece: Monkey D. Ruffy (Fernsehserie, Kinofilme und Videospiele)
- Sakura Taisen: Kanna Kirishma
- Das Schloss im Himmel: Pazu
- Urusei Yatsura: Ryūnosuke Fujinami
- Yū Yū Hakusho: Koenma
- GeGeGe-no-Kitarō-Serienuniversum: Nurikabe Nyobo, Kemedama, und Sunakake-Babaa
- Dandadan: Turbo Granny
- Mobile Suit Gundam the Origin: Casval Rem Deikun

Synchronisation ausländischer Produktionen
- Animaniacs: Skippy Squirrel
- Ein Schweinchen namens Babe und Schweinchen Babe in der großen Stadt: Babe
- Terminator 2 – Tag der Abrechnung: John Connor